# По той бік темряви
По той бік темряви (італ. La casa 5) — італійський фільм жахів режисера Клаудіо Фрегассо. Продовження фільму Відьомство.

## Сюжет
Священик Пітер з дружиною і двома маленькими дітьми переїжджає в новий будинок. У той же вечір його дочка виявляє, що двері в одну з кімнат замуровані, і через неї йде дивне світло. Невдовзі життя новоселів опиняється в небезпеці: вони стають жертвами полтергейсту, а потім піддаються нападу потойбічних демонів. В прилеглій церкви Пітер дізнається, що його будинок вважається проклятим, і саме на нього, Пітера, покладено завдання очистити житло від сил темряви.

## У ролях
- Девід Брендон — Отець Георг
- Барбара Бінгхем — Енні
- Джін ЛеБрок — Отець Пітер
- Майкл Стефенсон — Мартін
- Тереза Волкер — Керол
- Стівен Браун — Преподобний Джонатан
- Мері Колсон — Бетт